# Церковь Святого Григория Просветителя (Сосновка)
Церковь Святого Григория Просветителя (арм. Սուրբ Գրիգոր Լուսավորիչ եկեղեցի, Сурб Григор Лусаворич екехеци) — храм армянской апостольской церкви в селе Сосновка, Новокузнецкого муниципального района Кемеровской области России.

## История
Церковь официально была зарегистрирована 21 мая 2008 года. Основным спонсором строительства церкви стал Сарибек Микаэлович Абраамян, генеральный директор ООО «Вард».

### Открытие
Освящения церкви состоялось 24 августа Главой Ново-Нахичеванской и Российской епархии Армянской Апостольской Церкви, Патриаршим Экзархом в России Епископом Езрасом.
На открытии присутствовало более 400 армян, проживающих Новокузнецком районе, духовенство РПЦ и РКЦ, председатель еврейской общины и мусульманский имам-хатыб.

## Современное состояние
В церкви часто проходят армянские мероприятия, службы. Она консолидирует местных армян.